# Sigalphus romeroi
Sigalphus romeroi är en stekelart som beskrevs av Michael J. Sharkey 1995. Sigalphus romeroi ingår i släktet Sigalphus och familjen bracksteklar. Inga underarter finns listade i Catalogue of Life.